# 唐傳義
唐傳義（1958年—），靜宜大學資訊工程學系教授，曾任該校第9－11任校長。畢業於國立清華大學電機電力學系（為現今之電機工程學系）、國立交通大學計算機工程研究所博士，曾於2000年及2003年獲得科技部傑出研究獎

## 學術研究
唐傳義的研究領域有演算法、計算生物學等。
唐傳義是清大電機電力學系第一屆學生，更曾於2000年至2003年時擔任系主任一職。唐表示，學校在學系名稱欲避開制式化的系所風格，並企圖積極養成獨特的教學內涵。但擔心阻礙學生的未來發展，最終仍是在其大四時更名為「電機工程學系」。
因系所初創之故，唐傳義在就讀電機系期間，曾在當時教授的帶領下做出產生固定波形的儀器。雖然最終儀器無法繼續使用，但讓他領悟，動手也能創造很多東西。也因此，後續在清大及靜宜大學任教，唐總是傳遞「Doing the right thing right.」的觀念，事情做對固然重要，但更要挑對事情做。

## 出版索引
著有數篇學術期刊及會議論文，詳見靜宜大學校長室網頁介紹。